# Garden Organic
Garden Organic, precedentemente noto come Henry Doubleday Research Association (HDRA), è un'organizzazione benefica per la crescita biologica del Regno Unito dedicata alla ricerca e alla promozione del giardinaggio biologico, dell'agricoltura e dell'alimentazione . L'ente benefico mantiene la Heritage Seed Library per preservare i semi di ortaggi dalle varietà del patrimonio e renderli disponibili per i coltivatori.

## Storia
La Henry Doubleday Research Association è stata fondata nel 1954 per ricercare e promuovere il giardinaggio biologico, l'agricoltura e il cibo. L'ente di beneficenza ha adottato il nome "Garden Organic" nel 2005 ed è ora la principale organizzazione benefica di coltivazione biologica del Regno Unito. "Henry Doubleday Research Association" rimane il nome legale con il quale è registrato come ente di beneficenza.
È stata fondata dall'orticoltore e giornalista freelance Lawrence D. Hills e prende il nome di Henry Doubleday, un piccolo proprietario quacchero che ha avuto un particolare interesse per le proprietà della Consolida. L'organizzazione fu basata per la prima volta a Bocking vicino a Braintree in Essex, da cui il nome di Bocking 14, una varietà di Consolida allevata da Hills per le sue proprietà utili. In Australia si costituì un'organizzazione gemella, la Henry Doubleday Research Association of Australia Inc.
Jackie e Alan Gear hanno assunto la direzione dell'ente benefico nel 1976 e nel 1985 l'organizzazione si è trasferita nell'attuale sede centrale di 22 acri (89.000 m 2 ) a Ryton-on-Dunsmore, vicino a Coventry, nelle West Midlands. I Gear si ritirarono nel 2004, quando la dott.ssa Susan Kay-Williams divenne amministratore delegato e l'organizzazione benefica cambiò il suo nome di lavoro in Garden Organic. Il dott. Kay-Williams ha lasciato l'organizzazione nell'estate del 2007 e l'ente benefico ha nominato Myles Bremner, ex direttore della raccolta fondi in beneficenza per bambini, NCH. Myles Bremner ha lasciato l'ente nell'estate del 2013 ed è stato sostituito da James Campbell, ex direttore dello sviluppo responsabile del Earthwatch Institute.
Nell'autunno del 2017 Garden Organic ha annunciato che stava prendendo in considerazione le opzioni per il futuro del suo sito Ryton, con la vendita totale o parziale tra le possibilità. Alcuni membri hanno espresso preoccupazione per il modo in cui l'organizzazione benefica ha gestito il problema. Nel settembre 2019, l'Università di Coventry, il cui centro per l'agroecologia, l'acqua e la resilienza si trova sul sito di Ryton, l'ha acquistata. Garden Organic rimarrà a Ryton Gardens come inquilino.

## Servizi
L'organizzazione ha oltre 20.000 membri. Ha formato oltre 600 volontari Master Composter da tutto il Regno Unito per diffondere il messaggio di compostaggio domestico e gestisce programmi di ricerca e sviluppo internazionale che aiutano i coltivatori commerciali nel Regno Unito e all'estero ad adottare metodi biologici.
Nel 2010 con il finanziamento del Local Food Scheme del Big Lottery Fund, Sheepdrove Trust e le autorità locali in quattro aree - Warwickshire, North London, South London e Norfolk - la Charity ha istituito un Master Gardener Program. Il programma Master Gardeners di beneficenza forma e supporta tutor e iniziative di crescita della comunità in tutto il Paese in collaborazione con le autorità locali, le associazioni di alloggi e i fornitori di servizi sanitari del NHS per supportare le reti di master giardinieri e volontari. Il programma si è esteso ad altre aree del Regno Unito e sta attualmente collaborando con G4S per sostenere un programma Master Gardener per i trasgressori nelle carceri HMP Rye Hill e Onsley.
Ha usato attivamente campagne su temi vitali per le persone e l'ambiente, tra cui salute, sostenibilità e cambiamenti climatici, e aiuta i bambini di oltre il 15% delle scuole del Regno Unito a conoscere il cibo e la crescita biologica attraverso il suo programma di istruzione gratuito, Garden Organic for Schools e attraverso i suoi lavori sul partenariato Food for Life.

## Strutture
Il quartier generale della Charity si trova nel suo sito di Ryton nel Warwickshire. Qui l'organizzazione non solo conduce le sue attività di beneficenza, ma gestisce anche 30 giardini individuali in 40 acri di terreno paesaggistico aperto al pubblico. Il sito ospita anche The Organic Way, ampie strutture per conferenze ed educative, un ristorante vegetariano/vegano, un piccolo negozio con semi biologici e la Heritage Seed Library, che conserva oltre 800 varietà in via di estinzione di rari semi di ortaggi minacciati di estinzione.
Oltre a Ryton Gardens, l'organizzazione benefica ha gestito gli orti murati di Audley End, nell'Essex in associazione con English Heritage. Audley End è una dimora signorile giacobiana di proprietà di English Heritage e nel 1999 Garden Organic ha restaurato il suo orto recintato con metodi biologici. I giardini continuano ad essere gestiti da English Heritage sotto la guida di Garden Organic.
Un giardino dimostrativo a Yalding, nel Kent, che mostrava tecniche di coltivazione biologica in quattordici giardini individuali è stato chiuso nel 2007 dopo 12 anni di sviluppo a causa di invalidità finanziaria. Il sito è quindi entrato in una sequenza di numerosi proprietari e dal 2016 è diventato un luogo per matrimoni e altri eventi.

## Finanziamento e affiliazione
L'ente benefico si affida ai fondi dei suoi sostenitori e membri per svolgere il suo lavoro e, in cambio, offre una rivista semestrale, pagine Web e notiziari di informazione riservati ai membri, nonché l'accesso al team di consulenti dedicati dell'ente benefico che risponde a più di 5.000 domande di giardinaggio biologico ogni anno. Inoltre, i membri ottengono l'ingresso gratuito illimitato ai due giardini dimostrativi insieme ai giardini della Royal Horticultural Society a Wisley, Harlow Carr, Rosemoor e Hyde Hall, oltre a 20 altri giardini in tutto il Regno Unito.
Il patrono di Garden Organic è Il Principe di Galles. Il presidente dell'organizzazione è il professor Tim Lang e i vicepresidenti sono Raymond Blanc, Thelma Barlow e Susan Hampshire. L'ente benefico raggiunge oltre tre milioni di beneficiari in tutto il mondo.